# Mahasamund
Mahasamund (Hindi महासमुंद) ist eine Stadt im indischen Bundesstaat Chhattisgarh.
Mahasamund ist Verwaltungssitz des gleichnamigen Distrikts. Die Stadt befindet sich knapp 10 km östlich vom Flusslauf der Mahanadi.
Mahasamund liegt an der nationalen Fernstraße NH 353 (Bhawanipatna–Raipur Highway) knapp 50 km vom westlich gelegenen Raipur entfernt.
Mahasamund ist an das Eisenbahnnetz angebunden.
Beim Zensus 2011 hatte die Stadt knapp 55.000 Einwohner.
Mahasamund wurde nach 2014 zu einer Municipal Corporation erhoben.

## Persönlichkeiten
- Purushottam Kaushik (1930–2017), Politiker